# MIUI
MIUI est une distribution propriétaire du système d'exploitation Android, créée par la société chinoise Xiaomi Tech fondée le 6 avril 2010. Le nom est un jeu de mots de la phrase en anglais « Me You I » (prononcé mi you aï) et de UI qui en anglais signifie user interface. L'explication du PDG de Xiaomi, Lei Jun, sur la signification du "MI" de "MIUI" est "Mobile Internet" ou "Mission Impossible". C'est un Fork basé sur Android, qui bénéficie de fonctionnalités supplémentaires.
Créé pour équiper les appareils de la marque Xiaomi, il est aussi porté sur d'autres smartphones et tablettes,. MIUI intègre diverses fonctions comme un éditeur de thème.

## Développement
La première version du MIUI est basée sur Android Froyo (2.2) et les sources de CyanogenMod 6, et développée par Xiaomi pour le marché chinois. Xiaomi complète le système avec diverses applications comme un bloc-notes, un lecteur de musique ou une galerie photo qui lui est propre.
Les mises à jour sont généralement distribuées le vendredi par OTA. MIUI est traduit dans d'autres langues et porté sur d'autres appareils par des développeurs tiers.
En 2020, Xiaomi lance MIUI 12. 12 smartphones de la marque Xiaomi pourront en profiter en version stable.

### MIUI et les services Google Play
Les problèmes juridiques entre Google et le gouvernement chinois font que l'accès à de nombreux services du géant américain sont bloqués en Chine, MIUI n'intègre donc pas les services Google Play sur les firmwares distribués dans ce pays. En revanche, les versions distribuées à l'international intègrent Google Play, Gmail ou Google Maps et sont certifiées par Google.

## Critiques et controverses
Le noyau de MIUI était propriétaire et enfreignait la licence GPL du noyau Linux,. En réponse aux critiques, une partie du code source est publiée sur GitHub le 25 octobre 2013. Les sources du noyau sont finalement publiées en mars 2015, mais uniquement pour les appareils Mi3, Mi4, MiNote, et Redmi 1S.
Une autre critique est la trop grande proximité visuelle entre MIUI et Apple iOS, ainsi qu'avec TouchWiz, la surcouche logicielle Samsung.
Depuis la version 4, basée sur Android Ice Cream Sandwich et Jelly Bean, Xiaomi a ajouté un antivirus d'une compagnie partenaire, Tencent, malgré l'opposition des utilisateurs. L'application n'ayant pas été jugée efficace, la communauté a réagi en publiant des méthodes permettant la suppression de l'application indésirable,.
La version 4 est aussi celle à partir de laquelle Xiaomi a commencé à retirer les services Google de la version chinoise de la ROM, en raison du blocage des services américains par le gouvernement chinois, qui interdit aussi la commercialisation d'appareils intégrant ces services dans le pays. Xiaomi a développé en remplacement ses propres services. Ils ont tous été retirés dans la version 5.

## Historique des versions
| Version  | Versions d'Android | Date de lancement | Dernière version majeure sortie | Date de la dernière version | Changement notable |
| -------- | ------------------ | ----------------- | ------------------------------- | --------------------------- | --- |
| MIUI V1  | 2.1                | 16 août 2010      | NC                              | NC                          | Sortie initiale |
| MIUI V2  | 2.1 - 2.3.x        | 16 août 2011      | NC                              | NC                          | Nouvelle interface |
| MIUI V3  | 2.3                | 20 avril 2012     | NC                              | NC                          | Nouvelle interface |
| MIUI V4  | 4.0.x - 4.1.x      | 16 août 2012      | 3.2.22                          | 22 février 2013             | Ajout d'un anti-virus (Tencent) |
| MIUI V5  | 4.1.x 4.4.2        | 9 avril 2013      | 4.12.5                          | 5 décembre 2014             | L'ensemble des services Google sont retirés de la version chinoise |
| MIUI V6  | 4.4.x - 5.0.2      | 16 août 2014      | 5.8.6                           | 6 août 2015                 | Nouvelle interface |
| MIUI V7  | 4.4.4 - 5.1.1      | 24 août 2015      | 6.5.26                          | 26 mai 2016                 | Verrouillage du bootloader |
| MIUI V8  | 4.4.4 - 7.0.1      | 16 juin 2016      | 7.7.20                          | 19 janvier 2017             | Nouvelle interface |
| MIUI V9  | 4.4.4 - 8.1        | 10 aout 2017      | 9.5.x                           | Fin 2017                    | Nouvelle interface, optimisations, ajout d'options comme le split screen. Suppression de fonctionnalités inutiles                                                                                           |
| MIUI V10 | 6.0 - 9.0          | 19 juin 2018      | 10.4.7                          | Septembre 2019              | Nouvelle interface pour les notifications, nouvelles version des apps Xiaomi. Suppression du thème noir (Mi Note 2)                                                                                         |
| MIUI V11 | 7.0 - 10.0         | 22 octobre 2019   | 11.0.6.0                        | Novembre 2019               | Nouvelles icônes, Animations plus fluides, Gestion automatique des captures d'écran, Thème sombre à l’échelle du système, Option de désactivation des publicités.                                           |
| MIUI V12 | 7.0 - 12.0         | 19 mai 2020       | 12.5.9.0                        | Novembre 2021               | Animations encore plus fluides, Thème sombre à l’échelle du système et applications, Mode ultra économie d’énergie, ajout de nouvelles fonctionnalités.                                                     |
| MIUI V13 | 11 - 12            | 28 décembre 2021  | 13.0.3                          | Mars 2022                   | Ajout de la barre latérale, Nouveaux Widgets, Fond d'écran cristallisation, mise a jour de sécurité, Optimisations (focused memory, atomized memory, liquid memory etc..), ajouts d'autres fonctionnalités. |
| MIUI V14 | 13                 | janvier 2023      | 14.0.1                          | Février 2023                | Ajout des Super Icons autorisant le redimensionnement des icônes et des dossiers, meilleure gestion de la mémoire vive, amélioration générale des performances.                                             |